# Водичев Андрій Володимирович
Андрі́й Володи́мирович Во́дичев (нар. 9 жовтня 1975, Керч) — український актор, педагог, режисер; лауреат Національної премії України ім. Т. Г. Шевченка (2006). Заслужений артист України (2021).

## Життєпис

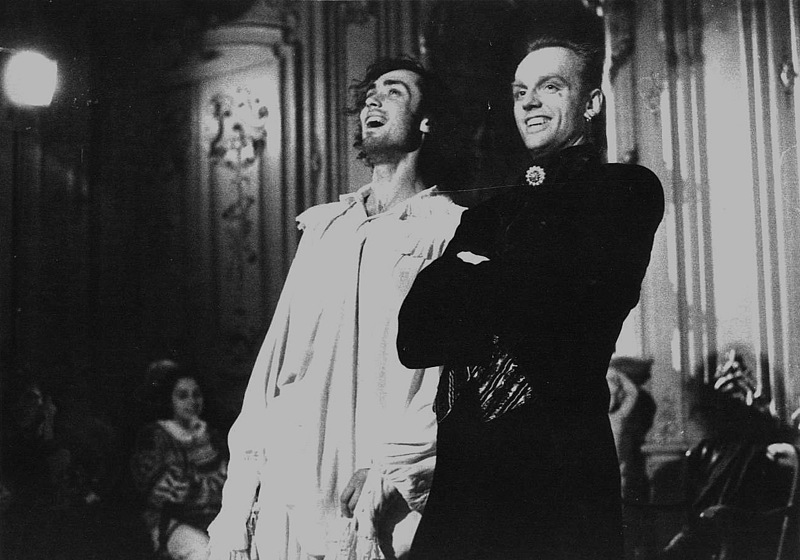

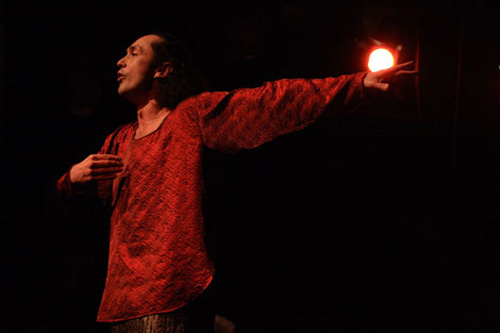

- 1996 — Харківський державний університет
- 1993 Театральна студія при Театрі імені Леся Курбаса, акторська майстерність

## Творчість

### Акторські роботи
Львівський академічний театр імені Леся Курбаса

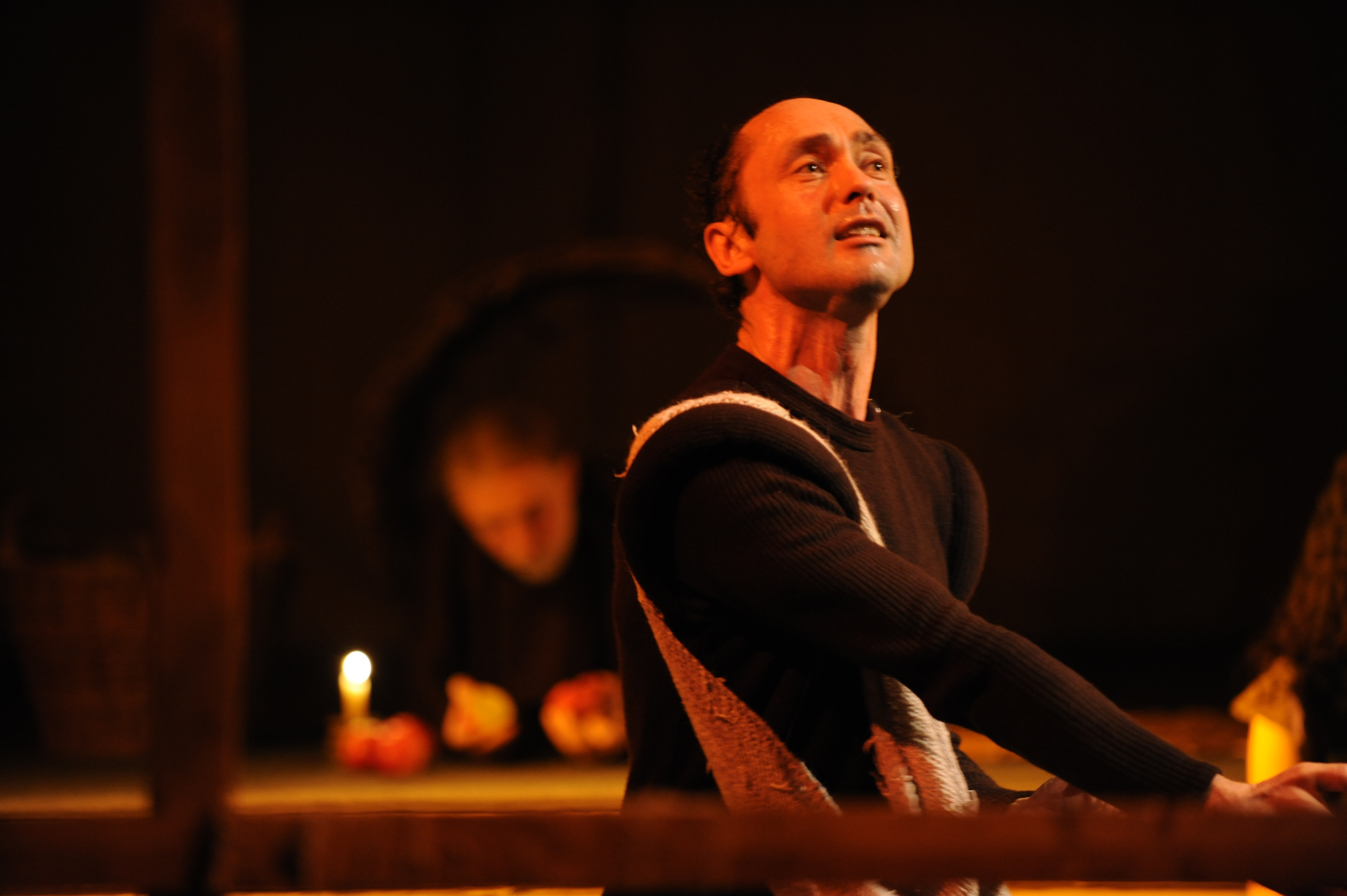

- 1993 Еродій, «Благодарний Еродій», Григорій Сковорода
- 1994 Раскольников, «Забави для Фауста», за романом «Злочин і кара» Федора Достоєвського
- 1995 Юда, Публій, «Апокрифи», Леся Українка
- 1995 «Сон», вечір поезії Тараса Шевченка
- 1996 Єпіходов, «Садок вишневий», Антон Чехов
- 1996 «Молитва до зір», вечір поезії Богдана Ігоря Антонича
- 1997 Консепсьйон, «Камінний господар» за Лесею Українкою
- 1999 Федр, «Хвала Еросу» за твором Платона «Бенкет»
- 2000 Мамай, «Марко Проклятий, або Східна легенда» за поезіями Василя Стуса
- 2001 «Ірмоси», музична фреска
- 2001 Дон Жуан, «Камінний господар» за Лесею Українкою
- 2002 Алкібіад, «Silenus Alcibiadis» за твором Платона Бенкет
- 2004 Невідомий, «Богдан», за Климом
- 2005 Друг, «Наркіс», Григорій Сковорода
- 2010 Глостер, «Король Лір», Вільям Шекспір
- 2011 Перелесник, «Лісова пісня», Леся Українка
- 2012 неХор, «Так казав Заратустра», за Ніцше/КЛИМом
- 2015 Батько, «Благодарний Еродій», Григорій Сковорода
- 2016 Лікар, «Раптом минулого літа», за Теннесі Вільямсом
- 2019 Жіль, «Амнезія, або Маленькі подружні злочини», Ерік-Еманюель Шмітт
- 2020 «Формули екстази», за поезіями Богдана Ігоря Антонича
- 2022 Лукаш, «Лісова пісня», Леся Українка
- 2023 Захар Беркут, Тугар Вовк, «Захар Беркут», Іван Франко
- 2023 «Горизонти Курбаса», аудіальний мистецький перформанс за текстами Леся Курбаса
- 2024 «Коли цвіте полин», танцювальний перформанс, Райнер Річард Бер
- 2025 «Ціна Світла», поетична одіссея за поезіями Аманди Ґорман

La MaMa Experimental Theatre Club (La MaMa E.T.C.), Нью-Йорк, США
- 1994 Spark, «Yara Forest Song», Lesya Ukrainka

Національний центр імені Леся Курбаса, Київ
- 2007 Гомер, «Одіссея», за Гомером

Національний академічний драматичний театр імені Івана Франка, Київ
- 2007 Янгол, Танєєв, «Лев і левиця», Ірена Коваль
- 2008 Марсель Марсо «Едіт Піаф», Юрій Рибчинський
- 2009 «Дві квітки кольору індиго», Олександр Білозуб
- 2010 Раскольников, «Серенада Полішинеля», за романом «Злочин і кара» Федора Достоєвського
- 2011 Учитель, «Романс. Ностальґія»
- 2012 Голос, «Solo-mea» хореографічна драма

### Режисерські роботи
- 2001 «Наш „Глобус“» , сцени з драматургії Вільяма Шекспіра, (майстерня Володимира Кучинського), Львівський національний університет імені Івана Франка
- 2002 «Світ Піранделло», сцени з оповідань Луїджі Піранделло, Львівський національний університет імені Івана Франка
- 2003 «Садок вишневий», за комедією Антона Чехова «Вишневий сад», Львівський національний університет імені Івана Франка
- 2004 «Танець ілюзій», за п'єсою Луїджі Піранделло «Як раніше, краще, ніж раніше[it]», Львівський національний університет імені Івана Франка
- 2006 «…Посеред раю на майдані два дерева найвищі найпишніші…», за п'єсою Кліма в Національному драматичному театрі імені Івана Франка, Київ
- 2016 «Naked voice», за поезіями Іздрика і Любові Якимчук у рамках проєкту "Гра в нас "
- 2018 «Момент і Чин, або Великі роковини», медійно-драматичне дійство за текстами Юрія Андруховича
- 2020 «Ковчег Україна: музика», концерт-візитівка України про десять століть української музики за участі Молодіжного симфонічного оркестру України під керівництвом Оксани Линів, Національної чоловічої хорової капели «Дударик», Домініки Чекун, гуртів «Даха Браха», «Хорея Козацька», «Курбаси».
- 2023 «Горизонти Курбаса», аудіальний мистецький перформанс за текстами Леся Курбаса
- 2023 «СонцеКров», поетична вистава за текстами поетів 20-30 років ХХ століття, (майстерня Володимира Кучинського), Львівський національний університет імені Івана Франка
- 2024 «Сіддхартха», подорож до себе за текстами Германа Гессе, Львівський академічний театр імені Леся Курбаса
- 2024 «Yuşan-Зілля. Спільна легенда», українсько-кримськотатарське суголосся, мистецьке дійство
- 2025 «Ціна Світла», поетична одіссея за поезіями Аманди Ґорман,  Львівський академічний театр імені Леся Курбаса

### Викладацький досвід
- 1996 Курс акторських тренінгів у Harvard Summer School (США)
- 1996 Курс лекцій і тренінгів у Колумбійському університеті, Пенсильванськомі університеті, Saratoga International Theater Institute (USA)
- 1995–1999 Акторські тренінги у Києві, Харкові, Львові (Україна)
- 1996 Майстер—клас у Workcentre of Jerzy Grotowski, Понтедера (Італія)
- 2000 Цикл лекцій і тренінгів у Вільній Академії Театру при Національному центрі театрального мистецтва імені Леся Курбаса, Київ
- 1994–2000 Акторська майстерність в театральній студії при Театрі імені Леся Курбаса, Львів
- 2003 Курс лекцій і тренінгів у The Centre for Performance Research (CPR), Уельс, (Велика Британія)
- 2001–2005 Акторська майстерність на факультеті мистецтв Національного Університету імені Івана Франка, Львів
- 2007–2010 Акторська майстерність на факультеті режисури Національного університету театру, кіно і телебачення імені І. К. Карпенка-Карого, Київ
- 2023 - Акторська майстерність на факультеті мистецтв Національного Університету імені Івана Франка, Львів

### Участь у фестивалях, проектах
- 1990 Досвід самостійної роботи, лабораторія Анатолія Васильєва, Санкт-Петербург, Росія
- 1992 Золотий лев, міжнародний театральний фестиваль, Львів
- 1992 Мистецьке Березілля, міжнародний театральний фестиваль, Київ
- 1993 Інтерберезіль, міжнародний театральний фестиваль, Харків
- 1994 LaMama Theatre, спільно з Яра Мистецькою групою, Нью-Йорк, США
- 1994 Gardzienice Міжнародний театральний фестиваль, Люблін, Польща
- 1995 Культ модерну міжнародний театральний фестиваль, Харків
- 1996 Чехівський міжнародний театральний фестиваль, Москва, Росія
- 1996 Saratoga Міжнародний Інститут Театру, Нью-Йорк, США
- 1996 Workcentre of Jerzy Grotowski, культурний обмін, Понтедера, Італія
- 1997 Слов'янський вінець, міжнародний театральний фестиваль, Москва
- 1997 Контакт, міжнародний театральний фестиваль, Торунь, Польща
- 1998 Ярилові ігрища, в рамках фестивалю Театр. Метод і практика, Львів
- 1998 Театр: вікно в Україну , культурний обмін, США
- 1999 Н. Е. Т. міжнародний театральний фестиваль, Москва
- 1999 Сібіу—99, міжнародний театральний фестиваль, Сібіу, Румунія
- 2000 Театр українського бароко , спільний театральний проект, Львів—Харків
- 2001 Херсонеські ігри, міжнародний театральний фестиваль, Севастополь
- 2001 Бутринті, міжнародний театральний фестиваль, Албанія
- 2001 Східна легенда , культурний обмін, США
- 2002 Стобі 2002, міжнародний фестиваль античної драми, Північна Македонія
- 2003 CPR Центр творчих пошуків, презентація методології театру, Велика Британія
- 2004 Міжнародний фестиваль експериментального театру, Каїр, Єгипет
- 2005 XIY сесія ISTA, фестиваль—лабораторія Е.Барби, Вроцлав, Польща
- 2005 Міжнародний фестиваль експериментального театру, Каїр, Єгипет
- 2007 Міжнародний фестиваль експериментального театру, Сегед, Угорщина
- 2007 Міжнародний фестиваль експериментального театру , Каїр, Єгипет
- 2008 Міжнародний фестиваль експериментального театру , Каїр, Єгипет
- 2009 Міжнародний театральний форум Золотий витязь , Москва, Росія

## Нагороди та визнання
- 2002 — Міжнародний театральний фестиваль «Боспорські Аґони» — Найкращий актор (вистава «Апокрифи»)
- 2002 — Міжнародний театральний фестиваль «Херсонеські Ігри» — Найкращий актор (вистава «Апокрифи»)
- 2006 — Національна премія України імені Тараса Шевченка — лауреат премії в галузі театрального мистецтва за втілення на українській сцені серії філософсько-духовних творів-першопрочитань за Григорієм Сковородою («Благодарний Еродій», «Наркіс»), «Хвала Еросу» за «Бенкетом» Платона, «Марко Проклятий, або Східна легенда» за драматургією з творів Василя Стуса у Львівському театрі ім. Леся Курбаса[3].
- 2018 — Найкращий працівник культури і мистецтв у галузі «Театральне мистецтво»
- 2021 — Заслужений артист України[2].